# Statenverkiezingen Curaçao 2010
Op 22 januari 2010 vonden in Curaçao verkiezingen plaats voor de kiesgroep Curaçao van de Staten van de Nederlandse Antillen. Deze waren de laatste gehouden statenverkiezingen voor de opheffing van de Nederlandse Antillen op 10 oktober 2010.

## Systematiek
De veertien beschikbare zetels in de Staten werden verdeeld volgens het systeem van evenredige vertegenwoordiging. Partijen die al in de Staten vertegenwoordigd waren, werden direct toegelaten tot de verkiezingen. Om als niet-zittende politieke partij deel te mogen nemen aan de Statenverkiezingen waren 25 ondersteuningshandtekeningen noodzakelijk. Kiezers konden op de dag na de kandidaatstelling hun handtekening plaatsen op een ondersteuningslijst ter ondersteuning van een van de politieke groeperingen van hun keuze.

## Ondersteuningsprocedure
Aan de ondersteuningsprocedure op 24 november 2009 namen vier partijen deel, waarvan twee het benodigde aantal ondersteuningshandtekeningen behaalden.

## Deelnemende partijen
| Lijst | Partij          | Lijsttrekker          |
| ----- | --------------- | --------------------- |
| 1     | Pueblo Soberano | Helmin Wiels          |
| 2     | PPE             | Oswald Kirindongo     |
| 3     | PNP             | Humphrey Davelaar     |
| 4     | Partido PAR     | Emily de Jongh-Elhage |
| 5     | MSI             | Edgar Leito           |
| 6     | D.P.            | Norbert George        |
| 7     | Frente Obrero   | Anthony Godett        |
| 8     | MAN-NPA-FK      | Charles Cooper        |

## Uitslag
De uitslag werd bekendgemaakt door het Hoofdstembureau Curaçao.

### Opkomst
|                          | 2006    | 2006      | 2010    | 2010  |
| # stemmen                | %       | # stemmen | %       |       |
| ------------------------ | ------- | --------- | ------- | ----- |
| Kiesgerechtigden         | 111.790 |           | 114.215 |       |
| Niet opgekomen           | 40.474  | 36,93     | 39.502  | 34,59 |
| Opkomst                  | 71.316  | 63,79     | 74.713  | 65,41 |
| Blanco/ongeldige stemmen | 808     | 1,15      | 510     | 0,68  |
| Geldige stemmen          | 70.508  | 98,85     | 74.203  | 99,32 |

### Stemmen en zetelverdeling
| Partij                   | 2006      | 2006  | 2006   | 2010      | 2010  | 2010   | verschil | verschil |
| Partij                   | # stemmen | %     | zetels | # stemmen | %     | zetels | %        | zetels   |
| ------------------------ | --------- | ----- | ------ | --------- | ----- | ------ | -------- | -------- |
| PAR                      | 18.187    | 25,79 | 5      | 26.662    | 35,93 | 6      | +10,14   | +1       |
| MAN-NPA-FK               | 19.781    | 28,05 | 5      | 23.569    | 31,76 | 5      | +3,71    | 0        |
| Pueblo Soberano          | 3.357     | 4,76  | 0      | 10.785    | 14,53 | 2      | +9,77    | +2       |
| PNP                      | 7.768     | 11,02 | 2      | 6.506     | 8,77  | 1      | -2,25    | -1       |
| Frente Obrero            | 9.582     | 13,59 | 2      | 4.354     | 5,87  | 0      | -7,72    | -2       |
| D.P.                     | 2.638     | 3,74  | 0      | 1.823     | 2,46  | 0      | -1,28    | 0        |
| PPE                      | -         | -     | -      | 309       | 0,42  | 0      | +0,42    | 0        |
| MSI                      | -         | -     | -      | 195       | 0,26  | 0      | +0,26    | 0        |
| overige partijen in 2006 | 9.195     | 13,04 | 0      | -         | -     | -      | -13,04   | 0        |
| Totaal                   | 70.508    | 100   | 14     | 74.203    | 100   | 14     |          | 0        |